# Спящие псы
«Спящие псы» (англ. Sleeping Dogs) — американский художественный фильм в жанре криминального триллера режиссёра Адама Купера. Главные роли в фильме исполнили Рассел Кроу и Карен Гиллан. Сюжет основан на романе Эуджена Чировича «Книга зеркал», который был адаптирован Адамом Купером и Биллом Коллажем. Фильм стал режиссёрским дебютом Адама Купера.

## Сюжет
Рой Фриман — отставной детектив убойного отдела — борется с болезнью Альцгеймера и проходит экспериментальное лечение, чтобы восстановить свою память. Однажды ему звонит адвокат организации по защите невинно осужденных преступников Эмили Дитц и просит Роя встретиться с заключенным Исааком Сэмюэлем, приговоренного к смертной казни за убийство доктора Джозефа Видера, и чьё дело Рой вёл вместе со своим напарником детективом Джимми Ремисом.
Во время встречи в тюрьме Исаак говорит ничего не помнящему Рою, что его напарник 10 лет назад во время допроса с пристрастием вынудил его сознаться в преступлении, однако на деле он никого не убивал, а оказался случайным свидетелем убийства, не видя при этом лица убийцы, и просит Роя завершить это дело по справедливости. Рой, просматривая документы по данному делу, находит информацию о некоем Ричарде Финне, чьи отпечатки были найдены по всему дому, но сам он так и не был допрошен. Рой встречается со своим бывшим напарником и спрашивает его об этой нестыковке, на что тот обещает раздобыть необходимую информация.
После встречи с Джимми Рой узнает о внезапной смерти Финна, после чего у него возникает внезапное воспоминание о том, что он его видел в доме Видера на следующий день после убийства. На похоронах Финна Рой знакомиться с братом покойного и получает от него рукопись незаконченной книги Финна, в которой тот описывает время, проведенное с Джозефом Видером, и о своей возлюбленной Лоре Бейнс, которая сотрудничала с Видером во время работы над диссертацией, связанной с исследованиями по вытеснению из памяти отдельных воспоминаний, и которая их и познакомила. Из книги Рой узнает о конфликте между Видером и Лорой по поводу авторства исследований, а также о внезапном исчезновении Лоры вскоре после убийства Видера.
Через жену Финна Рой выходит на Лору Бейнс, которая теперь живет под именем Элизабет Уэстлейк, и пытается узнать что её связывало с Финном, но не получает никаких конкретных ответов. После этого он отдаёт ей рукопись Финна. Позже он встречается с помощником доктора Видера, ветераном войны Уэйном Деверо, который также лечился у Видера от последствий ПТСР. Рой расспрашивает Деверо о Финне и Лоре, на что тот отвечает, что незадолго до убийства он был свидетелем перепалки между Видером, Лорой и Финном. 
После встречи с Деверо в квартиру Фримана наведывается Элизабет, чтобы отдать рукопись, и опровергает всяческие предположения о том, что она состояла в интимных отношениях с Финном, списав всё на больное воображение последнего. После её ухода на Фримана совершает покушение Деверо, пытаясь задавить его автомобилем, но Рой вовремя уворачивается и убивает Деверо выстрелом из пистолета.
Основываясь на своих обрывочных воспоминаниях, Рой отправляется в бар, в который он раньше часто ходил. Во время разговора с новым владельцем Рой вспоминает о бывшей официантке этого бара — Диане Линч, которая как-то связана с самим Роем. После этого он направляется в дом Видера, на заднем дворе которого находит, основываясь на отрывках воспоминаний, зарытую в землю бейсбольную биту, которой был убит доктор Видер. В этот момент появляется Элизабет, а следом за ней — Джимми. В ходе их разговора вскрывается причастность Джимми и Элизабет к убийству Видера, а также причастность Элизабет к убийству Финна руками Деверо. Джимми начинает объяснять Рою, что Элизабет все это время манипулировала всеми участниками этого дела, чтобы избавиться от Видера и присвоить научную работу себе, сменила имя, чтобы снять с себя подозрения и заказала убийство Финна, после того, как он начал копать под неё о плагиате её научных трудов. В свою очередь Элизабет говорит, что напарник Роя сам шантажировал её, чтобы получить деньги на лечение своей жены в обмен на то, что прикроет дело и снимет с неё подозрения. В пылу разговора, Элизабет стреляет в Джимми и наводит пистолет на Роя, желая избавиться от последнего свидетеля, но умирает от выстрела смертельно раненного Джимми. Последними словами Джимми пытается объяснить Рою, что все, что произошло, он делал ради него.
После нахождения важной улики в деле Видера, заключенного Исаака Сэмьюэля оправдывают, а Роя вознаграждают. Экспериментальное лечение проходит успешно и Рою удается излечить свою болезнь. Однако, после того как к нему возвращаются все воспоминания, в голове складываются все детали пазла в деле об убийстве Джозефа Видера. Рой вспоминает о своей супруге Диане, которая работала в том баре, который часто посещал Рой. Диана посещала сеансы Видера у него на дому с целью избавиться от болезненных воспоминаний об отце-алкоголике. В свою очередь, Видер, пользуясь положением лечащего врача, соблазнил Диану и записывал секс с ней на видеопленку — Деверо во время разговора с Роем упоминал об этих сексуальных похождениях доктора. Однако Элизабет, узнав, что весь её труд доктор присвоил себе, выкрала кассету с Дианой в качестве компромата и передала Рою с расчетом, что тот в порыве гнева и ревности убьет доктора Видера, что и происходит: на самом деле именно Рой насмерть забивает Видера битой на глазах у потрясённого Джимми, который, чтобы прикрыть своего друга, закапывает биту на заднем дворе дома. После убийства Рой сильно напивается и попадает в автомобильную аварию, в которой получает серьёзную травму мозга.
Сидя за столом, Рой понимает, что он натворил, достает свой пистолет и уходит из кадра. Фильм завершается открытым финалом.

## В ролях
- Карен Гиллан — Лора Бэйнс
- Рассел Кроу — Рой Фримен
- Мартон Чокаш — доктор Джозеф Видер
- Томми Флэнаган — Джимми Ремис
- Гарри Гринвуд — Ричард Финн
- Томас М. Райт — Уэйн Деверо
- Элизабет Блэкмор — Дана Финн

## Производство
В основе сценария, написанного Адамом Купером и Биллом Коллажем, роман Э. О. Чировичи «Книга зеркал», получивший признание критиков. Купер также выступает в качестве режиссёра. Мэтью Голдберг, Клифф Робертс и Арианна Фрейзер выступают исполнительными продюсерами фильма. В августе 2022 года Кроу получил главную роль.
В ноябре 2022 года было объявлено, что компания Highland Film Group продала права на прокат фильма компаниям Signature Entertainment и Rialto Distribution.
В феврале 2023 года к актёрскому составу присоединились Карен Гиллан, Мартон Чокаш, Гарри Гринвуд и Томас М Райт.
Съёмки фильма начались в феврале 2023 года в австралийском штате Виктория и завершились в мае.
Премьера фильма в США состоялась 22 марта 2024 года.

## Отзывы и оценки
На сайте Rotten Tomatoes фильм имеет рейтинг 36 % основанный на 33 отзывах, со средней оценкой 5.1/10. На Metacritic средневзвешенная оценка составляет 48 из 100 на основе 7 рецензий.